# Забрана љубави
Забрана љубави је комична опера немачког композитора Рихарда Вагнера. Опера је написана 1834. и премијерно изведена 29. марта 1836. године у Магдебургу. Дириговао је композитор.
Премијера је пропала јер је била слабо посећена, а уз то је главни певач заборавио свој текст. Никада више није изведена за Вагнерова живота, али данас се повремено изводи. 
Централна тема опере су љубав и жеља за неограниченом сексуалном слободом.
Као Вагнерова друга написана опера, а прва изведена, показује све знаке једног раног дела: предугачка је и директно инспирисана Бетовеном и нарочито Карлом Маријом фон Вебер. 

## Лица
- Фридрих, заступник немачког краља на Сицилији, баритон.
- Луцио, млади племић, тенор.
- Клаудио, млади племић, тенор.
- Антионио, њихов пријатељ, тенор.
- Анђело, њихов пријатељ, бас.
- Изабела, Клаудијева сестра, сопран.
- Маријана, сопран.
- Бригела, капетан страже, бас.
- Даниели, крчмар, баритон.
- Дорела, сопран.
- Понтио Пилато, власник бордела, тенор.
- Калуђерице, судије, стражари, грађани, музичари.

## Синопсис
Радња се одвија у Палерму у 16. веку.

### Чин први
Неименовани краљ Сицилије је напустио своју земљу и отишао у Напуљ, а регенту Фридриху предаје власт како би у престоници реформисао социјалне навике, које су изазвале гнушање Савета. Владини службеници марљиво затварају здања јавне забаве у предграђу Палерма, а запослене хапсе. Ово изазива негодовање народа и нереде. Луцио, млади племић и малолетни делинквент, себе протура као вођу руље, а још већи разлог за борбу против власти проналази када његовог пријатеља Клаудија одведу у затвор. Од њега Луцио сазнаје да Клаудију по Фридриховом закону прети смртна казна због љубавне авантуре у коју је био умешан. Његова љубљена, од које га раздваја завада њихових родитеља, родила му је дете. Фридрихов пуритански жар се удружује са мржњом родитеља; плаши се најгорег, а једини спас види у својој сестри Изабели, која може да смекша регентово срце. Клаудио моли свог пријатеља да одмах потражи Изабелу у манастиру Сестара св. Елизабете, којем је она недавно приступила.
У манастиру, Изабела дискретно разговара са својом пријатељицом Маријаном. Маријана јој се поверава да је, под заветом вечите оданости, била приморана да ступи у везу са веома утицајним човеком, али када ју је он у великој невољи не само заборавио, већ и претио, схватила је да је он најмоћнији човек у земљи, нико други до краљевог регента лично. Изабела празни гнев острашћеним речима, и једино је умирује њена одлучност да се окрене од света у којем такав гнусан злочин може да прође некажњено. Када јој Луцио доноси вести о ситуацији у којој се налази Клаудио, Изабелино гађење према понашању њеног брата замењује гнев према злу лицемерног регента, који тако сурово жели да казни Клаудијев злочин, а и сам је починио сличан. Клаудио у најмању руку није издајник. Њен насилни излив је открива Луцио у новом светлу и она му се учини привлачном; обузет изненадном љубављу, моли од ње да заувек напусти манастир и уда се за њега. Она увиђа његову дрскост, али одмах прихвата да је он прати у регентов суд.
У судници, полицијски капетан оптужује неколицину особа за злочине против моралности. Озбиљност ситуације постаје још очигледнија када уђе Фридрих и, заповедајући тишину, лично преузме случај Клаудијевог саслушања на најстрожи могући начин. Неумољиви судија је на рубу изрицања пресуде када уђе Изабела и затражи, пред свима, да приватно разговара са регентом. У овом разговору она се понаша умерено према страшном и омраженом човеку и најпре игра само на његову благост и милост. Његови прекиди успевају једино да стимулишу њен жар; говори о злочину свог брата на страстан начин и преклиње да му се опрости. Фридрих више не може да издржи и обећа да ће му опростити у замену за њену љубав. Разбешњена таквом злобом, Изабела врисне народу кроз врата и прозоре да уђу како би могла да открије лицемера пред целим светом. Фридрих френетично успева да укаже Изабели на намогућност њеног плана, али неколико њених речи је довољно да регента напуни екстазом, јер му шапатом обећава да ће му испунити жељу и да ће му следеће ноћи послати поруку која ће осигурати његову срећу.

### Чин други
Изабела посећује свог брата у затвору. Открива му Фридрихов срамотни предлог и упита га да ли жели да му се спаси живот по цениа сестриног обешчашћења. Следи Клаудиов бес и изјава да је спреман да умре, а затим несрећник из меланхоличног прелази у стање слабости. Изабела оклева у очајању када га види у таквом стању, и изјављује да је срамоти своје смрти додао и њено најсрдачније гнушање.
Пошто га је предала стражару, Изабелино расположење се поправља. Истина, одлучује да казни брата тако што ће га неко време оставити у незнању која га судбина чека, али чврста је у својој одлуци да свет лиши одбојног заводника који се усуђује да суди својим ближњима. Маријани налаже да је замени у ноћном сусрету на ком је Фридрих очекивао да види Изабелу, а Фридриху шаље позивницу на овај састанак. Како би га довела до потпуне пропасти, објашњава му да мора да дође маскиран и преобучен, и то у један од бордела које је лично затворио. Луцију, кога такође жели да казни, препричава Фридрихов предлог и своју намеру да му удовољи. Она му о томе говори ведро да Луцио побесни и изјави да ће, чак и ако она може да издржи такву срамоту, он учинити све у својој моћи да је заустави. И заиста, Луцио уређује да се сви његови пријатељи и познаници скупе на крају Корза, наводно ради забрањене карневалске процесије.
Пошто је пао мрак, Луцио се појављује испред Фридрихове палате и пева екстравагантну карневалску песму како би изазвао побуну. Када се појави група полицајаца, под вођством Бригеле, како би растерали скупину, његов побуњенички план је надомак остварења. Али Луцио је за сада спреман да устукне и растера следбенике, јер пре свега мора да постигне свој истински циљ, јер на том му је то место Изабелиног и Фридриховог састанка. Луцио сада чека регента. Када га препозна богато преобученог, препречава му пут и спрема се да извуче мач, али се зауставља када види знак Изабеле, која је скривена у жбуњу, и бива одведен. Изабелу радује помисао да је Маријани вратила неверног мужа. Уверена да у руци држи обећано помиловање за свог брата, када сломи печат ужаснуто схвата да је у питању не помиловање, него осуда на још суровију смрт. Ова осуда је у њене руке стигла чистом случајношћу - захваљујући чињеници да брату није открила да ће бити помилован, а послао ју је подмићени затворски чувар. Након тешке борбе против силовите љубавне страсти и схватајући своју немоћ против тог непријатеља свог мира, Фридрих је већ одлучио да се суочи са својом пропашћу - као криминалац, али ипак частан човек. Одлучио је да проведе сат времена на Изабелиним грудима, а затим да умре од истог закона од ког треба да страда и Клаудио. Изабела, схватајући овакво понашање као још чвршћи доказ лицемерове злобе, још једном добија излив болног очајања. На њен крик за борбу против тиранина се одазива народ који се скупља у острашћену руљу. Луцио, који се такође враћа, говори народу да не слуша Изабелу, јер је још увек уверен у њено издајство. Свежа збуњеност и јачање Изабелиног очајања; изненада се из позадине Бригелин позив упомоћ. Бригела је, и сам патећи од љубоморе, случајно ухапсио премаскираног регента и открио га. Фридриха препознају, а Маријану, која дрхти на његовим грудима, је такође откривена. Повици радости се чују са свих страна, потребно објашњење се одмах добија, а Фридрих захтева да му суди краљ, који се враћа. Клаудио, кога је маса ослободила из затвора, га обавештава да смртна казна за љубавне злочине не важи за сва времена. Стижу гласници који објављују неочекивани повратак краља и одлучује се да читава маскирана процесија оде и поздрави вољеног принца, сви уверени да ће он бити одушевљен када буде видео како се мрачно немачко пуританство лоше уклапа са сицилијанском узаврелом крвљу.